# Шеридан, Тай
Тай Кейл Ше́ридан (англ. Tye Kayle Sheridan; род. 11 ноября 1996) — американский актёр.

## Биография
Шеридан родился в Элкхарте, маленьком городке в Восточном Техасе, к северу от Хьюстона. Старший сын Брайана и Стефани Шеридан, у него также есть сестра по имени Мэдисон. Обучался в системе частного образования Элкхарта, начиная с детского сада, и каждый год показывал хорошую успеваемость. В дополнение к академической успеваемости, он занимался различными видами спорта, такими как бейсбол или футбол.
Свою кинокарьеру Тай начал очень рано, сыграв роль Стива в фильме «Древо жизни» Терренса Малика, где также снимались Брэд Питт, Джессика Честейн и Шон Пенн. Фильм получил Золотую пальмовую ветвь на 64-м Каннском кинофестивале.
В 2012 году Тай снимается в фильме Джеффа Николса «Мад», в котором играет главную роль вместе с Мэттью Макконахи и Риз Уизерспун. Фильм рассказывает об истории двух подростков, Эллиса и Некбоуна, встретивших беглеца, которому они соглашаются помочь избежать встречи с охотниками за головами и вместе с тем найти его возлюбленную. В 2012 году фильм выдвигался в конкурсе на Золотую пальмовую ветвь на 65-м Каннском кинофестивале.
В 2013 году вместе с Николасом Кейджем Тай снимался в фильме «Джо» Дэвида Гордона Грина, где играл роль Гэри. Фильм участвовал в конкурсе на приз «Золотой лев» на 70-м Венецианском кинофестивале, за исполнение своей роли Шеридан получил премию Марчелло Мастроянни за лучшее появление молодого актёра.
В 2015 году актёра можно было увидеть в драме «Стэнфордский тюремный эксперимент» в роли заключённого Питера Митчелла. В 2016 году он сыграл Скотта Саммерса (Циклоп) в фантастическом боевике Брайана Сингера «Люди Икс: Апокалипсис». Тремя годами позже Шеридан вернётся к этой роли в продолжении, получившем название «Люди Икс: Тёмный Феникс».
В 2018 году на мировые экраны вышел фильм «Первому игроку приготовиться» Стивена Спилберга с Таем в главной роли, а также «Дэдпул 2» при участии актёра.
В апреле 2021 года состоялась мировая премьера фантастического триллера «Поколение Вояджер» с Таем Шериданом в главной роли. В сентябре 2021 года состоялась премьера триллера Пола Шредера «Холодный расчёт» с Таем в роли Сирка. В фильме также сыграли Оскар Айзек и Уиллем Дефо.

## Фильмография
| Год  |   | Русское название                  | Оригинальное название                 | Роль                   |
| ---- | - | --------------------------------- | ------------------------------------- | ---------------------- |
| 2011 | ф | Древо жизни                       | The Tree of Life                      | Стив                   |
| 2013 | ф | Мад                               | Mud                                   | Эллис                  |
| 2013 | ф | Джо                               | Joe                                   | Гэри                   |
| 2014 | ф | Фальсификатор                     | The Forger                            | Уилл Каттер            |
| 2014 | с | Последний настоящий мужчина       | Last Man Standing                     | Джастин                |
| 2015 | ф | Демон                             | Last Days in the Desert               | Сын                    |
| 2015 | ф | Стэнфордский тюремный эксперимент | The Stanford Prison Experiment        | Питер Митчелл          |
| 2015 | ф | Тёмные тайны                      | Dark Places                           | юный Бен Дэй           |
| 2015 | ф | Развлечения                       | Entertainment                         | Эдди                   |
| 2015 | ф | Скауты против зомби               | Scouts Guide to the Zombie Apocalypse | Бен                    |
| 2016 | ф | Люди Икс: Апокалипсис             | X-Men: Apocalypse                     | Скотт Саммерс / Циклоп |
| 2016 | ф | Объезд                            | Detour                                | Харпер                 |
| 2017 | ф | Пятна от травы                    | Grass Stains                          | Конрад Стивенс         |
| 2017 | ф | Жёлтые птицы                      | The Yellow Birds                      | Дэниел Мёрфи           |
| 2018 | ф | Любое лето закончится             | All Summers End                       | Конрад Стивенс         |
| 2018 | ф | Первому игроку приготовиться      | Ready Player One                      | Уэйд Уоттс / Парсифаль |
| 2018 | ф | Кто в пятницу родился             | Friday's Child                        | Ричи                   |
| 2018 | ф | Дэдпул 2                          | Deadpool 2                            | Скотт Саммерс / Циклоп |
| 2018 | ф | Гора                              | The Mountain                          | Энди                   |
| 2019 | ф | Люди Икс: Тёмный Феникс           | Dark Phoenix                          | Скотт Саммерс / Циклоп |
| 2020 | ф | Ночной портье                     | The Night Clerk                       | Барт Бромли            |
| 2020 | ф | Без связи                         | Wireless                              | Эндрю "Энди" Брэддок   |
| 2021 | ф | Поколение Вояджер                 | Voyagers                              | Кристофер              |
| 2021 | ф | Холодный расчёт                   | The Card Counter                      | Сирк                   |
| 2021 | ф | Нежный бар                        | The Tender Bar                        | Джон Мёрингер          |
| 2023 | ф | Асфальтовые джунгли               | Asphalt city                          | Олли Кросс             |
| 2024 | ф | Безмолвное братство               | The Order                             | Джэйми Боуэн           |
| 2026 | ф | Домохозяйка                       | The Housewife                         |                        |

## Награды и номинации
| Год  | Событие                               | Награда                    | Работа      | Результат |
| ---- | ------------------------------------- | -------------------------- | ----------- | --------- |
| 2012 | Central Ohio Film Critics Association | Лучшее впечатление         | Древо жизни | Номинация |
| 2013 | 70-й Венецианский кинофестиваль       | Премия Марчелло Мастроянни | Джо         | Победа    |